# Garching-Hochbrück
Garching-Hochbrück - stacja Metra w Monachium, na linii U6. Znajduje się w Garching bei München. Stacja została otwarta 28 października 1995